# Raionul Ratne, Volînia
Ratne (în ucraineană Ратнівський район, transliterat: Ratnivskîi raion) este un raion în regiunea Volînia, Ucraina. Reședința sa este așezarea de tip urban Ratne.

## Demografie
Componența lingvistică a raionului Ratne
     Ucraineană (99,17%)
     Alte limbi (0,8%)
Conform recensământului din 2001, majoritatea populației raionului Ratne era vorbitoare de ucraineană (99,17%), existând în minoritate și vorbitori de alte limbi.